# Tu ne tueras point (téléfilm)
Pour les articles homonymes, voir Tu ne tueras point.
Pour plus de détails, voir Fiche technique et Distribution.
Tu ne tueras point est un téléfilm français réalisé par Leslie Gwinner, sur un scénario de Samuel Le Bihan, Julien Guérif et Charlotte Pons, sorti en 2022.
Cette fiction est une production de France.tv studio, Frelon Productions et France Télévisions pour France 2. Samuel Le Bihan en est producteur, et a aussi conçu le scénario. Le téléfilm humanise une mère qui a tué sa fille autiste, et s'inspire de l'histoire d'Anne Ratier.
Cette fiction est mal accueillie par des adultes autistes et des parents, qui dénoncent dans la presse un téléfilm eugéniste déshumanisant envers l'enfant tuée, contenant des erreurs au sujet de l'autisme. 

## Écriture du scénario
D'après la journaliste Cassandre Rogeret, ce téléfilm réalisé par Leslie Gwinner sur une idée originale de Samuel Le Bihan s'inspire de l'histoire d'Anne Ratier, autrice de J'ai offert la mort à mon fils, un livre qui décrit comment elle a assassiné son fils polyhandicapé.
Samuel Le Bihan est également producteur du téléfilm.

## Synopsis
Elsa Sainthier est en prison depuis 18 mois, elle est mise en examen pour avoir noyé dans un fleuve sa fille Clara, autiste et polyhandicapée qu'elle imagine souffrir de son autisme alors qu'elle souffre d'une société validiste. Elsa est murée dans le silence et ne montre aucune volonté de se défendre. Alors que son procès approche, sa mère sollicite Simon Marchand, un avocat pénaliste dont la carrière et la vie sont en veille à la suite d'un faux pas professionnel et personnel dix ans plus tôt. Simon la défend face à la justice mais aussi face à la société, et ramène doucement cette femme à l’humanité.
L'avocat Simon Marchand plaide qu'Elsa a tué sa fille pour mettre fin aux « souffrances irrémédiables d'un être innocent ».  Elsa Sainthier est finalement condamnée à 5 ans de prison avec 3 ans de sursis, donc 2 ans fermes, pour avoir tué son enfant. 

## Fiche technique
- Titre français : Tu ne tueras point
- Réalisation : Leslie Gwinner
- Scénario : Julien Guerif, Charlotte Pons
- Musique : Laurent Perez del Mar
- Photographie : Christophe Paturange
- Sociétés de Production: France TV Studio, Frelon Production, France Télévisions
- Pays de production : France
- Langue originale : français
- Format : couleur
- Genre : Drame
- Date de diffusion :  France : 3 avril 2024 sur France 2

## Distribution
- Samuel Le Bihan : Simon Marchand
- Natacha Régnier : Elsa Sainthier
- Martine Chevallier : Irène Sainthier
- Raphaëlle Rousseau : avocate générale
- Christophe Kourotchkine : Charles
- Jérémie Barrière : Zachary Marchand
- Mitty Hazanavicius : Flora Marchand
- Daniel Benoin : Me Pincel
- Samia Sassi : Leïla Lafont
- Thomas Cousseau : Yves Sainthier
- Agathe Dronne : Laetitia Vauban
- Jean-Stan du Pac : Julien

## Tournage
Le tournage a eu lieu exclusivement dans la région d'Auvergne-Rhône-Alpes, entre autres à Villefranche-sur-Saône pour la maison d'arrêt, à Saint-Didier-au-Mont-d’Or pour l'hôpital, à Miribel pour le centre équestre, à Saint-Genis-Laval, Villeurbanne, Dardilly et Ecully, et surtout à Lyon, en particulier au Palais de justice de Lyon, puis dans cette ville jusqu’au 31 janvier 2023.

## Interviews des acteurs et réalisateurs pendant la promotion du téléfilm
Répondant à une interview pour la chaîne belge RTBF, Samuel Le Bihan déclare que les mères ont peut-être le droit de tuer leur enfant s'il est autiste (auticide) : « Est-ce que la mère, dans sa toute-puissance, peut donner la vie puis la reprendre ? C’est une vraie question qui mérite d’être posée ». Il montre de l'empathie pour les parents d'enfants autistes qui, selon lui, « sacrifient leur vie et leur carrière pour leurs enfants » et, face à l'épuisement et à l’abandon, décident de tuer leur enfant autiste pour « mettre fin à ses souffrances », une décision qu'il décrit comme « lourde et désespérée ». Selon lui, dans le téléfilm, l'avocat « est là pour sauver cette femme aux yeux de la société », en plaidant que son enfant souffrait beaucoup d'être autiste, et qu'il voulait mourir. Samuel Le Bihan déclare avoir « aimé » son personnage. Il décrit ce téléfilm comme ayant un « aspect militant », pour aborder « la place des aidants ». 
Natacha Rénier déclare ne pas avoir voulu rendre son personnage de mère infanticide aimable.
La promotion du téléfilm par Samuel Le Bihan et Léa Salamé pendant l'émission Quelle Époque ! s'accompagne d'un champ lexical pathologisant, avec les expressions « souffre d'autisme » et « une maladie qui touche 700 000 personnes », sans la présence d'une personne autiste sur le plateau. Le film et sa promotion relèvent ainsi du modèle médical de l'autisme.

## Réception
Dans son article pour le média Faire Face, le journaliste Franck Seuret estime que ce téléfilm « alimente la compassion sur les meurtres d’enfants handicapés par leurs parents », dans un contexte où la première victime d'un meurtre filicide est l'enfant. Il note également que « traiter des filicides revient d’abord à parler des parents, au détriment des enfants », dans un contexte où les décisions de justice sont clémentes envers ces parents qui tuent leurs enfants handicapés. Sur France Info, Célyne Baÿt-Darcourt estime que cette « histoire d’une mère meurtrière pour mettre fin aux souffrances de son enfant autiste » est une « illustration de la solitude et de la détresse des parents face à ce handicap ».
Pour Franck Seuret, le téléfilm n'a « rien d'outrancier ». La journaliste Cassandre Rogeret de Handicap.fr décrit initialement ce film comme « poignant ». Le député handicapé Sébastien Peytavie déclare qu« il est indéniable qu'il y a un sujet autour de la détresse des parents d'enfants handicapés, je ne le nie pas. Maintenant, faire le choix de le traiter de cette manière, ça pose problème ».  
Dans son article pour Atlantico, Olivia Cattan décrit ce téléfilm comme un « permis de tuer ». Elle estime que « tout est fait dans ce film pour éprouver de la compassion pour la mère et invisibiliser l’enfant en situation de handicap », et que « la mère est victimisée à outrance ». Elle souligne une « méconnaissance de l’autisme manifeste » dans ce téléfilm, avec diffusions de contre-vérités médicales.  
D'après la sociologue Mélanie Lallet, qui s'exprime dans le média Arrêt sur images, « le ressort dramatique de la mère infanticide montré dans le film décrit une réalité », mais le film véhicule des stéréotypes et son angle pose problème. Plusieurs militants pour les droits des personnes handicapées décrivent un téléfilm eugéniste, en ce qu'il prône que le meurtre d'une enfant handicapée serait la seule solution permettant de la délivrer de ses souffrances. Le téléfilm revêt enfin un aspect déshumanisant envers l'enfant victime de meurtre, qui n'apparaît jamais physiquement mais seulement sur une pancarte ou à travers un mannequin.

### Opposition au discours public de Samuel Le Bihan pendant la promotion du téléfilm
L'avocate en situation de handicap Elisa Rojas s'oppose au discours porté par Samuel Le Bihan, quand il déclare comprendre comment des parents en arrivent à vouloir tuer leurs enfants autistes. 
Samuel Le Bihan a déclaré à plusieurs reprises dans la presse et sur des plateaux TV que l'auticide parental serait un acte « rare, qui arrive une fois tous les dix ans »,. Plusieurs journalistes soulignent que cette information est fausse car elle est sous-estimée, le nombre réel de ces meurtres étant plus élevé qu'une fois tous les dix ans,,. 

### Opposition à la diffusion sur France 2 pour la Journée mondiale de sensibilisation à l'autisme en 2024
Les journalistes Aurélie Haroche (Journal international de médecine) et Franck Seuret, ainsi que le psychiatre Hugo Baup, estiment que la programmation de ce téléfilm pour la Journée mondiale de la sensibilisation à l'autisme de 2024 sur France 2 pose problème. Olivia Cattan interroge le choix de la chaîne du service public France 2 d'avoir maintenu cette diffusion malgré les alertes lancées par deux associations de personnes autistes ; la programmation a en effet été maintenue malgré une mobilisation importante. Elle déclare que la diffusion de ce téléfilm au moment de débats sur l'euthanasie en France relève d'une « manipulation de l'opinion publique ».  
L'association La Neurodiversité France a lancé une pétition contre la diffusion du film mi-mars, qui atteignait 1 300 signatures la veille de la diffusion du téléfilm, le 2 avril 2024.
L'association CLE-Autistes a organisé une manifestation devant le siège de France Télévisons le soir de la diffusion du 3 avril sur France 2, soulignant que « ce film suscite l’empathie pour une meurtrière au lieu du vécu des personnes concernées, le lendemain de cette journée qui les concerne »,. 
Malgré la mobilisation de ces associations, la diffusion du 3 avril a été maintenue en première partie de soirée.

## Diffusion et audiences
La diffusion du 3 avril 2024 en première partie de soirée sur France 2 est un succès d'audience, la chaîne arrivant en tête des programmes visionnés ce soir-là, avec 3,4 millions de téléspectateurs,.
Ce téléfilm est rediffusé sur TV5 Monde entre février et mars 2025.